# Danskt Travderby
Danskt Travderby är en årlig travtävling på Charlottenlund Travbane i Charlottenlund utanför Köpenhamn i Danmark. Fyraåriga danskfödda varmblodiga travhästar kan delta. Finalen går av stapeln i augusti varje år och körs över 3000 meter med autostart. Förstapris är 560 000 danska kronor. Det är Danmarks motsvarighet till Svenskt Travderby. Det är ett Grupp 1-lopp, det vill säga ett lopp av högsta internationella klass.

## Vinnare
| År   | Häst              | Kusk             | Tränare           | Tid    |
| ---- | ----------------- | ---------------- | ----------------- | ------ |
| 2022 | Get A Wish        | Bo Westergaard   | Bo Westergaard    | 1.14,2 |
| 2021 | Festival of Speed | Steen Juul       | Steen Juul        | 1.13,9 |
| 2020 | Extreme           | Steen Juul       | Steen Juul        | 1.14,2 |
| 2019 | Dumbo             | Gordon Dahl      | Gordon Dahl       | 1.14,3 |
| 2018 | Chock Nock        | Björn Goop       | Steen Juul        | 1.15,1 |
| 2017 | Bvlgari Peak      | Steen Juul       | Steen Juul        | 1.14,1 |
| 2016 | Axel              | René Kjær        | Karsten Holm      | 1.15,5 |
| 2015 | Winston Sisa      | Jan Dahlgaard    | Jan Dahlgaard     | 1.13,3 |
| 2014 | Tumble Dust       | Björn Goop       | Tomas Malmqvist   | 1.14,7 |
| 2013 | Stand And Deliver | Birger Jörgensen | Peter Rudbeck     | 1.15,0 |
| 2012 | Repay Merci       | Knud Mönster     | Knud Mönster      | 1.16,5 |
| 2011 | Peak              | Johnny Takter    | Kari Lähdekorpi   | 1.15,3 |
| 2010 | Okay Bee          | Flemming Jensen  | Bent Ole Pedersen | 1.15,4 |